# Clément Janicius
Klemens Janicki, dit Clément Janicius (en latin : Clemens Janicius), né en 1516 à Januszkowo (dans l'actuel powiat de Żnin) et mort en 1542 ou 1543 à Cracovie, est un poète polonais de langue latine, considéré comme l'un des plus éminents poètes latins du XVIe siècle.

## Biographie
Clément Janicius naît dans une famille de paysans du village de Januszkowo, près de Żnin (Pologne centrale). Après un passage dans une école élémentaire à Żnin, il fréquente l'académie Lubrański (en) de Poznań, où il étudie le grec, le latin et les lettres classiques.
En 1536, il devient le secrétaire de l'archevêque de Gniezno Andreas Cricius et côtoie des intellectuels renommés, dont Johannes Dantiscus et Stanislas Hosius. A cette époque, il compose plusieurs élégies, dont Ad Andream Cricium, De Cricio Cracovia eunte et Vitae archaepiscoporum Gnesnensium, dédiées à son bienfaiteur. Après la mort de Cricius, Janicius se place sous le patronage du comte Piotr Kmita (en) et rédige la Querella Reipublicae Regni Poloniae i Ad Polonos proceras. En 1538, Kmita finance ses études à Padoue : il y rencontre Piotr Myszkowski (en), Filip Padniewski (pl) et Andrzej Zebrzydowski (pl). Le 22 juillet 1540, il reçoit son diplôme de philosophie et le titre de docteur. Le pape Paul III lui décerne par ailleurs le titre de poète lauré, la plus haute distinction poétique de l'époque.
Au cours de son séjour en Italie, il développe un œdème et retourne rapidement en Pologne. Quittant le service du comte Kmita, il se consacre à la prêtrise dans le village de Gołaczewy, près d'Olkusz. En 1542, il publie le Tristium Liber, un recueil d'élégies dans lequel il anticipe sa propre mort, notamment dans l'élégie VII De se ipso ad posteritatem (« Sur moi-même pour la postérité »).
Janicius meurt en janvier 1543 ; son dernier ouvrage, Epithalamium Serenissimo Regi Poloniae, Sigismundo Augusto, est publié à titre posthume par ses héritiers Jan Antonin et Augustinus Rotundus (en).
Les œuvres de Janicius, humaniste et fin connaisseur de la littérature classique, sont marquées à la fois par un souci de perfection formelle et une approche originale des sujets traités, visible notamment dans les fragments consacrés à la nature, au passé et au présent de la Pologne. Le ton personnel qu'il adopte dans ses poèmes constitue en outre une innovation dans l'histoire de la poésie polonaise : Janicius est le premier poète à écrire autant sur lui-même et ses proches, ainsi que sur la dignité et la fierté du poète.

## Œuvre
Janicius est avant tout un auteur de vers lyriques, comme le montre le contenu du Tristium Liber de 1542. S'inspirant d'Ovide, il compose des élégies sur des sujets personnels, qu'il agrémente parfois de détails topographiques et autobiographiques. Parmi ces poèmes, l'élégie De se ipso ad posteritatem (« Sur moi-même pour la postérité ») a pu être analysée comme une paraphrase d'une des élégies d'Ovide (Tristes IV, 10) ; de façon générale, le titre de l'ouvrage, Tristium Liber, fait écho à celui des Tristes, recueil d'élégies composées par Ovide durant son exil.
Hormis les élégies, Janicius compose principalement des épigrammes, dont des épitaphes, des stemmata (poèmes sur des armoiries) et des compositions imagées s'apparentant à des emblèmes en vers. Suivant les exemples de Martial, Properce et Catulle, il s'essaie à divers motifs érotiques, élogieux, humoristiques et satiriques. Ses épigrammes sont publiés en deux séries, Vitae archiepiscoporum Gnesnensium et Vitae regnum Polonorum. La première, rédigée sous le patronage de l'archevêque Cricius, se compose de 43 poèmes présentant la vie des archevêques de Gniezno. Les dignitaires du clergé sont généralement dépeints sous un jour positif, malgré quelques passages critiques ou humoristiques. La seconde série, composée sous le patronage de Kmita, comprend 44 épigrammes sur la vie de souverains légendaires (à partir de Lech) et historiques (à partir de Mieszko Ier) de la Pologne.
Le poème Querela Reipublicae Regni Poloniae est d'un tout autre caractère : Janicius y fait référence à la rébellion des nobles polonais connue sous le nom de guerre du poulet. Faisant s'exprimer une Pologne personnifiée, l'artiste dénonce les excès de la noblesse, en particulier des magnats, qui soumettent le pays à leurs luttes intestines et à leurs intérêts privés.
La dernière œuvre de Janicius est un épithalame (chant de mariage), Epithalamium Serenissimo Regi Poloniae, Sigismundo Augusto, composé pour le mariage du roi Sigismond II Auguste et d'Élisabeth d'Autriche. Il contient deux poèmes comptant en tout plus de 500 vers : le premier, adressé au roi Sigismond Ier le Vieux, est un éloge du monarque et de ses réalisations, en particulier sur le plan militaire, tandis que le second, qui constitue l'épithalame à proprement parler, chante les louanges des mariés.